# IC 2271
IC 2271 (auch KUG 0815+246) ist eine blaue kompakte Zwerggalaxie (Blue compact dwarf galaxy) im Sternbild Krebs auf der Ekliptik. Sie ist schätzungsweise 96 Millionen Lichtjahre von der Milchstraße entfernt und hat einen Durchmesser von etwa 10.000 Lichtjahren.
Im selben Himmelsareal befinden sich u. a. die Galaxien IC 501, IC 2267, IC 2268, IC 2282.
Das Objekt wurde am 9. Januar 1901 von Max Wolf entdeckt.